# Svijanský Újezd
Svijanský Újezd (en allemand : Aujest bei Swijan, auparavant Augezd) est une commune du district et de la région de Liberec, en République tchèque. Sa population s'élevait à 454 habitants en 2021.

## Géographie
Svijanský Újezd se trouve à 9 km au sud-sud-est de Český Dub, à 20 km au sud de Liberec et à 72 km au nord-est de Prague.
La commune est limitée par Soběslavice au nord, par Pěnčín à l'est, par Svijany au sud, et par Loukov, Sezemice et Kobyly à l'ouest.

## Histoire
La première mention écrite du village date de 1436.

## Administration
La commune se compose de trois sections :
- Svijanský Újezd
- Jirsko 2.díl
- Močítka

## Transports
Par la route, Svijanský Újezd se trouve à 10 km de Turnov, à 30 km de Liberec et à 86 km de Prague.